# Schizoglossum angolense
Schizoglossum angolense là một loài thực vật có hoa trong họ La bố ma. Loài này được Schltr. & Rendle miêu tả khoa học đầu tiên năm 1896.